# Cataclysm: Dark Days Ahead
Cataclysm: Dark Days Ahead (рус. Катаклизм: Тёмные дни впереди), также часто сокращается до Cataclysm: DDA, CDDA или Ката (в русскоязычном сообществе) — компьютерная игра-«песочница» в жанре симулятора выживания с элементами roguelike, основанная на тематике постапокалипсиса и, в особенности, зомби-апокалипсиса. Игра полностью бесплатна и имеет открытый исходный код.
Представляет собой игру на выживание с видом сверху и простой графикой, которая компенсируется комплексной системой мира. Её главные достоинства — упор на по возможности максимально реалистичную симуляцию выживания, продвинутая система создания транспорта, предметов, мебели и строений и разнообразный процедурно-сгенерированный мир, населенный монстрами: от обычных зомби до мутировавших насекомых и машин-уничтожителей. Мир игры состоит из лесов, полей, рек, озёр и строений, которых, к примеру, больше 200 разновидностей, и это число постоянно растет.
Cataclysm: Dark Days Ahead является продолжением оригинального Cataclysm под авторством Whales, который в октябре 2010 года года опубликовал исходный код на GitHub под лицензией Creative Commons. В январе 2013 года автор завершил разработку, и уже в следующем месяце сообщество продолжило его работу в форке под названием Dark Days Ahead. В 2013 году проект получил финансовую помощь на Kickstarter в размере $9 492.

## Сюжет и игровой мир
События происходят в недалёком будущем региона Новая Англия на северо-востоке США, после катастрофы, унёсшей жизни большей части населения и приведшей к появлению многочисленных чудовищ и опасных явлений.
Действие игры разворачивается на фоне вторжения загадочных существ из иного измерения, которое, собственно, и привело к завершению существования человеческой цивилизации в том виде, в котором мы её знали.
Блоб (blob, «сгусток») — малоизученная форма жизни, которую человеческие учёные впустили на Землю в результате более-менее успешных экспериментов по телепортации в иное измерение. Блоб воспринял Землю как вполне подходящую для его существования местность и начал предпринимать активные действия по её захвату. В результате утечки биоматериала из одной из лабораторий, где велись наблюдения за процессом внедрения блоба в различные организмы, в том числе и людей, блоб попал в грунтовые воды и начал таким образом распространяться по всей планете. Благодаря этому заражённым блобом оказалось большинство населения Земли. Блоб брал под свой контроль все моторные функции инфицированного, а также его мозг, так что заражённый становился полностью подконтрольным блобу. Поведением и повадками заражённый напоминает классического зомби — те же шаркающая походка, вечный голод и стремление убивать. Впрочем, такая походка относится только к «обычным» зомби. Блоб по одному ему ведомым причинам иногда модифицирует своих «подопечных», и в результате спровоцированных им мутаций на выходе получаются самые разные вариации — кислотные зомби, дымные зомби, огромные зомби-халки. Кроме того, блоб прекрасно себя чувствует не только в людях, но и в животных, поэтому в лесах можно повстречать зомби-волков, зомби-медведей, зомби-кабанов, зомби-лосей.
На момент начала игры «по умолчанию» проходит 5 дней с момента Катаклизма, и к этому времени погибло (в результате беспорядков, вызванных Катаклизмом кислотных дождей и прочих причин) или было зомбировано 99 % населения планеты. Все выжившие люди в результате некоторых особенностей организма сумели подавить попытки «зомбификации» блобом. То есть блоб по-прежнему находится внутри, но не может справиться с организмом хозяина. Именно поэтому укусы зомби не приводят к повторному заражению — организм и так заражён. Кроме того, именно сидящий внутри блоб ответственен за мутации, которые могут произойти у игрового персонажа.
Действие игры происходит приблизительно в наше время (конец десятых — начало двадцатых годов), но в условиях альтернативной истории. В частности, это выражается в более успешном развитии науки и техники, что вылилось в успешное создание лазерного и плазменного оружия, нескольких видов силовой брони, а также компактного и мощного источника энергии (УБП, или универсального блока питания), благодаря которому и стало возможным изготавливать энергоёмкие виды оружия, брони, техники и прочих устройств как военного, так и гражданского назначения.
Также можно отметить наличие далеко ушедших вперед в развитии бионических имплантатов всех видов (замена конечностей, внутренних органов, глаз, внедрение в тело оружия ближнего и дальнего боя, а также несколько экспериментальных бионик (телепортация, генератор искусственной ночи и др.)). О распространённости бионики говорит тот факт, что её можно было купить практически в любом магазине электроники (хотя цена до Катаклизма была довольно высока), а установить её можно было в различных клиниках при помощи продвинутого роботизированного хирурга с зачатками искусственного интеллекта (автодока).
Постапокалиптический мир Cataclysm представляет собой безлюдные пейзажи сельской местности и городов, соединённых сетью дорог.

## Создание игрового персонажа
При создании игрового персонажа можно выбрать один из многих видов сценариев, как облегчающих, так и усложняющих игру, а также довольно сильно влияющих на геймплей. Например, выбор сценария неграмотного средневекового крестьянина, каким-то непонятным образом переместившегося в наше время, закроет ему доступ ко всем книгам и компьютерам, без которых невозможен высокоуровневый крафт.
Профессия, которая была у персонажа на момент начала игры (к «профессиям» относятся не только какие-нибудь типичные «повар», «портной» или «полицейский», но и такие роды занятий, как «жертва душа», «малолетний преступник» или «бродяга»), может добавить (или укоротить) список мест, где может появиться игровой персонаж в начале игры — так, например, «заключённый» может стартовать в тюрьме, а «невольный мутант» — в лаборатории.
Огромный список положительных, отрицательных и нейтральных «черт характера» позволяет тонко настроить характер, повадки и образ жизни игрового персонажа. Черты могут быть как практически бесполезными (например, отрицательная черта «уродливый» даёт штрафы при общении с неигровыми персонажами, но они не настолько велики, чтобы на них стоило обращать внимание, кроме того, уродливость можно компенсировать высокими навыками общения. А можно вообще свести всё общение к стрельбе на поражение, особенно если дополнить уродливость чертой «психопат». В итоге получается бесплатное очко, которое можно потратить на развитие других черт, навыков или характеристик), так и архиполезными (например, черта «ночное зрение» удваивает радиус видимости игрового персонажа ночью, что позволяет замечать монстров до того, как столкнёшься с ними нос к носу, и таким образом немало помогает выжить, особенно на начальных стадиях игры).

Скриншот Cataclysm: Dark Days Ahead, главное меню экспериментальной версии

## Игровой процесс
В отличие от большинства rogue-подобных игр, в Cataclysm: Dark Days Ahead нет чёткой цели или сюжетного финала: игрок имеет возможность свободно исследовать процедурно-сгенерированную территорию, истреблять зомби и других монстров, взаимодействовать с NPC, строить и обустраивать убежище и транспортные средства. Игровой процесс сосредоточен на ежедневном выживании, игра симулирует большое количество параметров жизнедеятельности, таких как голод, жажда и усталость игрового персонажа, температура его тела (для каждой части тела — отдельно) и окружающего воздуха, погодные условия, мораль (боевой дух) и психологическое состояние, болезни и другие, которые приходится учитывать игроку.
Игра предлагает взять под управление персонажа, самостоятельно созданного игроком в редакторе или выбранного игрой случайным образом, и попытаться выжить в сложном и опасном мире как можно дольше. В отличие от большинства других «рогаликов», у игры нет конечной цели как таковой, выживание становится самоцелью, а цели каждый игрок выбирает себе самостоятельно. Кто-то может поставить себе задачу построить огромный «смертовоз» размером с особняк, который будет проезжать города насквозь, не замечая таких препятствий, как орды монстров или здания. Кто-то откроет в себе фермера и будет самостоятельно выращивать продукты питания и заведёт скотину. Кто-то задастся целью восстановить цивилизацию и начнёт строить множество коммун выживших.
Довольно скоро оказывается, что в результате катастрофы, которую персонажу повезло пережить, население превратилось в живых мертвецов. Заметив живого человека, зомби будут преследовать его и пытаться сожрать. Задачей игрока на первом этапе игры является продержаться как можно дольше, избегая встречи с мертвецами или уничтожая их с помощью любого найденного или смастерённого из подручных материалов оружия, собирая разнообразные необходимые для выживания припасы: еду, питьё, одежду, лекарства, инструменты, материалы, оружие и патроны и т. п.
Помимо зомби, дополнительную опасность для персонажа составляют неблагоприятные погодные условия, смена времён года и среднесуточной температуры, радиоактивное заражение местности и тому подобное.

Скриншот CataclysmDDA, улица небольшого городка

Cataclysm базируется на сложной и достаточно реалистичной симуляции игрового мира, которая скрыта за относительно примитивной ASCII-графикой. Традиционно для rogue-подобных игр главный персонаж изображён символом @ в центре основной части экрана, игрок контролирует перемещение и простое взаимодействие персонажа с объектами игрового мира непосредственно с помощью клавиатуры, а множество сложных действий, таких как ремонт или кустарное изготовление предметов, — через систему меню.

Скриншот CataclysmDDA, та же улица небольшого городка с тайловой графикой

Кроме того, CDDA поддерживает подключение встроенных графических пакетов, после чего символы ASCII-графики заменяются на изображения, что облегчает восприятие игры.

## Разработчики и процесс разработки
Cataclysm: Dark Days Ahead постоянно находится в процессе разработки и совершенствования благодаря усилиям небольшой группы разработчиков во главе с Кевином Гренейдом, состав которой периодически меняется, и активного сообщества игроков, которых объединяет общение на форуме игры.
Процесс разработки использует платформу GitHub, текущий экспериментальный программный код на C++ доступен всем желающим для компиляции. Время от времени разработчики компилируют стабильную версию игры для трёх платформ (Windows, Linux и MacOS X) и публикуют ссылки на исполняемые файлы на веб-сайте проекта. Эти стабильные версии рекомендованы для загрузки игрокам, не желающим самостоятельно компилировать и тестировать свежие версии и предпочитающим стабильность игры.

Скриншот CataclysmDDA, фрагмент карты

## Отзывы
Многие веб-сайты дали крайне положительную оценку игре. Авторитетный портал Rock, Paper, Shotgun в октябре 2016 года поставил игру на 39 место в списке 50 лучших бесплатных игр на компьютерах. В декабре 2018 года в журнале Популярная механика появилась статья, посвящённая игре.